# Hersilia striata
Hersilia striata är en spindelart som beskrevs av Wang och Yin 1985. Hersilia striata ingår i släktet Hersilia och familjen Hersiliidae. Inga underarter finns listade i Catalogue of Life.